# 丰塔讷 (洛特省)
丰塔讷（法語：Fontanes，法語發音：[fɔ̃tan]）是法国洛特省的一个市镇，属于卡奥尔区。

## 地理
丰塔讷（44°18'42"N, 1°29'52"E）面积16.44 平方千米，位于法国奧克西塔尼大區洛特省，该省份为法国西南部内陆省份，北起顺时针与科雷兹省、康塔爾省、阿韦龙省、塔恩-加龙省、洛特-加龍省和多尔多涅省接壤。
与丰塔讷接壤的市镇（或旧市镇、城区）包括：雪拉克、拉尔邦克、勒蒙塔、蒙杜梅尔克、圣保罗-弗洛尼亚克。

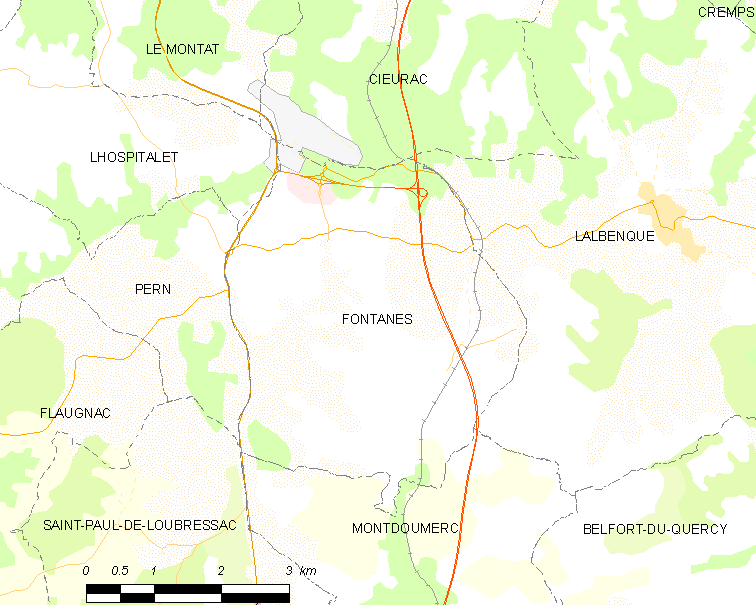
的OSM定位图

丰塔讷的时区为UTC+01:00、UTC+02:00（夏令时）。

## 行政
丰塔讷的邮政编码为46230，INSEE市镇编码为46109。

## 政治
丰塔讷所属的省级选区为南凯尔西边区县。

## 人口

1962-2008年间人口变化图示

丰塔讷于2022年1月1日时的人口数量为533人。